# أندي كوفمان
أندرو (آندي) جيفري كوفمان (17 يناير 1949، نيويورك - 16 مايو 1984، لوس أنجلوس) ممثل كوميدي يهودي أمريكي، وعلى الرغم من أنه كان يعتبر ممثلًا كوميديًا، إلا أن كوفمان لم يرى نفسه كذلك، بل كان يحتقر الطريقة التقليدية التي يشير بها الكوميديون الآخرون إلى مفهوم الكوميديا، أو يحاولون إضحاك الجمهور بواسطتها. كان كوفمان من أبرز الكوميديين الذين ساهموا في "مكافحة الفكاهة".
ولد كوفمان وترعرع في نيويورك، وبدأ ممارسة التمثيل والأداء في سن السابعة. درس في "كلية جراهام جونيور" في بوسطن، وبدأ في تقديم عروض الارتجال على الساحل الشرقي للولايات المتحدة. ظهر في بداية مشواره الفنّي في نوادي الستاند أب المختلفة، حيث قام بتقليد رديء للشخصيات الفنية عن عمد، واستغل إحراج الجمهور من أجل خلق مواقف مضحكة بحدّ ذاتها. كان أحد عروض التقليد الناجحة في هذه الفترة هو تقليد إلفيس بريسلي، وهو تقليد "أسطوري" كرر نفسه بأشكال مختلفة لاحقًا في حياته المهنية، وكان هذا العرض مقبولًا ومفضّلًا بشكل خاص على إلفيس نفسه.

## روابط خارجية
- أندي كوفمان على موقع CageMatch worker (الإنجليزية)
- أندي كوفمان على مشروع الدليل المفتوح
- أندي كوفمان على موقع IMDb (الإنجليزية)
- أندي كوفمان على موقع الموسوعة البريطانية (الإنجليزية)
- أندي كوفمان على موقع روتن توميتوز (الإنجليزية)
- أندي كوفمان على موقع ألو سيني (الفرنسية)
- أندي كوفمان على موقع ميوزك برينز (الإنجليزية)
- أندي كوفمان على موقع أول موفي (الإنجليزية)
- أندي كوفمان على موقع قاعدة بيانات برودواي على الإنترنت (الإنجليزية)
- أندي كوفمان على موقع قاعدة بيانات الأفلام السويدية (السويدية)
- أندي كوفمان على موقع إن إن دي بي (الإنجليزية)
- أندي كوفمان على موقع أول ميوزيك (الإنجليزية)
- أندي كوفمان على موقع فايند أغريف
- Andy Kaufman Death
- The Andy Kaufman Home Page
- The Andy Kaufman Award